# Todor Kantardžijev
Todor Dimitrov Kantardžijev (Samokov, 10. veljače 1861. – Sofija, 25. siječnja 1945.) je bio bugarski general i vojni zapovjednik. Tijekom Prvog svjetskog rata zapovijedao je Utvrđenim područjem Varna i Kombiniranom divizijom na Rumunjskom i Solunskom bojištu.

## Obitelj
Todor Kantardžijev je rođen 10. veljače 1861. u Samokovu. Brak je sklopio s Kalinkom Kantardžijev s kojom je imao troje djece i to dvije kćeri Marijku i Elenku, koja se udala za načelnika žandarmerije Nikole Stanimirova, i sina Asena.

## Vojna karijera
U lipnju 1878., tijekom bugarskog rata za nezavisnost, pretvarajući se da je punoljetan, pristupa vojsci. Nakon dvije godine službe premješten je u pričuvu, da bi potom od 1882. pohađao vojnu školu. Istu završava u kolovozu 1884. čime istodobno dobiva čin potporučnika. Tijekom Srpsko-bugarskog rata koji je izbio u studenom 1885. zapovijeda 14. satnijom 1. sofijske pukovnije. S istom sudjeluje u Bitci kod Slivnice, te potom u Bitci kod Pirota. U kolovozu 1886. promaknut je u čin poručnika, dok čin satnika dostiže u siječnju 1889. godine. Iduće 1890. upućen je na školovanje u Bruxelles u Kraljevsku vojnu akademiju, koju završava nakon četiri godine. Po povratku u Bugarsku, u siječnju 1894. unaprijeđen je u čin bojnika, da bi u siječnju 1899. bio promaknut u čin potpukovnika. 
Godine 1901. imenovan je zapovjednikom 16. lovčanske pješačke pukovnije na kojoj dužnosti se nalazi iduće tri godine. Potom obnaša dužnost načelnika stožera 1. pješačke divizije, te dužnost predavača u vojnoj školi. U kolovozu 1903. promaknut je u čin pukovnika, dok od siječnja 1904. zapovijeda 1. brigadom 9. plevenske pješačke divizije. Nakon toga od 1909. zapovijeda 2 brigadom 2. trakijske pješačke divizije. Tijekom Prvog balkanskog rata zapovijeda 1. brigadom 6. bdinske pješačke divizije. Zapovijedajući istom sudjeluje u bitkama kod Lule Burgasa i Čataldže. Tijekom Drugog balkanskog rata na makedonskom bojištu sudjeluje u borbama kod Strumice i Pehčeva. Nakon završetka balkanskih ratova 1913. godine imenovan je zapovjednikom 5. dunavske pješačke divizije. U veljači 1914. unaprijeđen je u čin general bojnika, da bi u srpnju te iste godine bio premješten u pričuvu.

## Prvi svjetski rat
U rujnu 1915. prilikom mobilizacije bugarske vojske imenovan je zapovjednikom logistike u bugarskoj 3. armiji. Međutim, 1916. preuzima zapovjedništvom nad Utvrđenim područjem Varna kojim zapovijeda kada je Rumunjska krajem kolovoza 1916. ušla u rat na strani Antante. Navedeno utvrđeno područje činilo je desno krilo bugarske 3. armije, te zapovijedajući istim sudjeluje u Bitci kod Dobriča. Krajem rujna 1916. od desnog krila 3. armije formirana je Kombinirana divizija, te je zapovjednikom iste imenovan Kantardžijev. U borbama kod Kobadina u listopadu 1916. je ranjen, ali se nakon kratkog oporavka vraća na bojište gdje zapovijeda Kombiniranom divizijom sve dok ista nije prodrla do delte Dunava, nakon čega je divizija je premještena na Solunsko bojište. U kolovozu 1917. promaknut je u čin general poručnika, da bi u listopadu te iste godine bio premješten u pričuvu.

## Poslije rata
Nakon završetka rata posvetio se znanstvenom radu. Autor je 33 znanstvenih članaka i knjiga. Preminuo je 25. siječnja 1945. u 84. godini života u Sofiji. Njegovim imenom nazvano je selo General Kantadžijevo nedaleko od Varne.

## Vanjske poveznice
(bug.) Todor Kantardžijev na stranici Namegdana.com  Arhivirana inačica izvorne stranice od 24. svibnja 2021. (Wayback Machine)

(bug.) Todor Kantardžijev na stranici BGwars.net

(češ.) Todor Kantardžijev na stranici Valka.cz